# Arzignano Grifo Calcio a 5 2008-2009
Questa pagina raccoglie i dati riguardanti l'Arzignano Grifo Calcio a 5, squadra di calcio a 5 militante in serie A, nelle competizioni ufficiali del 2008-2009.

## Rosa
| N° | Naz.                                   | Ruolo       | Sportivo                  | Anno     |  |  |
| -- | -------------------------------------- | ----------- | ------------------------- | -------- |  |  |
| 1  | Italia (bandiera) · Brasile (bandiera) | Portiere    | Alexandre Feller          | 28.09.71 |  |  |
| -  | Italia (bandiera)                      | Portiere    | Alessandro Momo           | 03.02.88 |  |  |
| 5  | Brasile (bandiera)                     | Difensore   | Márcio Brancher           | 21.05.67 |  |  |
| -  | Spagna (bandiera) · Brasile (bandiera) | Dif./Later. | Alexandre Rosa Ferreira   | 18.03.75 |  |  |
| -  | Paraguay (bandiera)                    | Difensore   | Carlos Chilavert          | 05.08.76 |  |  |
| 20 | Italia (bandiera) · Brasile (bandiera) | Laterale    | Jonas                     | 24.05.84 |  |  |
| 12 | Italia (bandiera)                      | Laterale    | Andrea Bearzi             | 28.10.75 |  |  |
| 9  | Argentina (bandiera)                   | Laterale    | Leandro Cuzzolino         | 21.05.87 |  |  |
| -  | Italia (bandiera)                      | Laterale    | Matteo Tschurtschenthaler | 1989     |  |  |
| -  | Italia (bandiera)                      | Laterale    | Rosario Bonventre         | 1988     |  |  |
| 10 | Colombia (bandiera)                    | Universale  | John Pinilla              | 10.04.80 |  |  |
| -  | Italia (bandiera) · Brasile (bandiera) | Universale  | Gabriel Lima              | 19.08.87 |  |  |
| -  | Brasile (bandiera)                     | Universale  | Rodrigo Bizzarri          | 07.02.81 |  |  |
| -  | Italia (bandiera) · Brasile (bandiera) | Pivot       | Clayton Baptistella       | 07.12.83 |  |  |
| -  | Italia (bandiera)                      | Pivot       | Cristian Rizzo            | 02.02.91 |  |  |
| -  | Portogallo (bandiera)                  | Allenatore  | Tiago Polido              | 24.01.80 |  |  |
|    | Italia (bandiera)                      | Vice        | Lorenzo Davino            | 22.08.69 |  |  |

## Coppa Italia
| Arbitri: | Alessandro Malfer (Rovereto) Giacomo De Varti (Foggia) |

|                               |           |  |
| 6’51’’ Jonas 25’23’’ Bizzarri | Marcatori |  |

| Arbitri: | Alberto Maestroni (Varese) Mario Baglivo (Pisa) |

|                                                 |           |                                          |
| Bizzarri 9'01’’, 13’05’’ Jonas 16'52’’, 39'21’’ | Marcatori | 19'26’’ (t.l.) Bellomo 26'38’’ Marquinho |

| Arbitri: | Francesco Massini (Roma 1) Carlo Di Marco (Teramo) |

|                                       |                      |                                                        |
| 6’33’’ Vampeta 22’59’’, 49’44’’ Mielo | Marcatori            | 28’20’’ Bearzi 36’48’’ (t.l.) Márcio 46’36’’ Chilavert |
| Barro Canal Weber Campagnaro Nuno     | Tiri di rigore 3 – 4 | Márcio Brancher Cuzzolino Lima Bizarri Alexandre       |